# Strzebla hiszpańska
Strzebla hiszpańska (Anaecypris hispanica) – gatunek słodkowodnej ryby z rodziny karpiowatych (Cyprinidae), jedyny przedstawiciel rodzaju Anaecypris.

## Występowanie
Występuje w południowo-zachodniej Hiszpanii, w małych dopływach Gwadiany.

## Opis
Krótko żyjąca, niewielka ryba, osiągająca do 7,5 cm długości. Tworzy ławice pod powierzchnią wody. Jest jedną z najbardziej zagrożonych ryb Półwyspu Iberyjskiego.